# توکوما شوتن
توکوما شوتن (انگلیسی: Tokuma Shoten) شرکت انتشارات ژاپنی است، که در سال ۱۹۵۴ تأسیس شد.